# Бенез
Бенез (фр. Benaize) је река у Француској. Дуга је 79 km. Улива се у Англен. 